# Espárrago de Huétor Tájar
Huétor Tájar es un municipio de poco más de 10 000 habitantes y unos 40 km² de superficie, emplazado en una fértil vega a unos 500 m s. n. m. de altitud, en el extremo occidental de la Depresión de Granada. La llanura aluvial donde se asienta, la Vega de Huétor Tájar, está separada de la Vega de Granada por un leve umbral, siendo atravesadas ambas vegas por el río Genil, principal afluente del Guadalquivir.
La Vega de Huétor Tájar presenta una serie de características agronómicas que la hacen muy fértil para la agricultura, tanto por sus características edáficas (suelos muy ligeros y poco ácidos) y climatológicas, como por las posibilidades de irrigación que ofrece.
El sector agrario en Huétor Tájar representa el 60,3% de la población ocupada y es la base económica del municipio. Los cultivos predominantes son las hortalizas, que representan el 57% de la superficie cultivada en regadío. Dentro de éstas, el espárrago ocupa casi su totalidad. Esta producción, desde el inicio de la década de los 80, no ha dejado de crecer, llegando a unas 8.000 toneladas.
Se trata de una agricultura de pequeñas explotaciones (el 75% inferiores a 5 ha y, dentro de éstas, predominan las menores a 1 ha), en su mayoría regentadas por sus propietarios (78%). Otro dato esencial para entender el modelo local de desarrollo existente es el fuerte cooperativismo, que afecta al 95% de los agricultores.
El desarrollo del cultivo del espárrago se inicia a mediados de los años 70. De ser un cultivo puntual, practicado por algunas familias, pasó rápidamente a convertirse en un cultivo de gran implantación en la zona. A principios de la década pasada se produce un auténtico boom, pasando de 76 ha en 1980 a 580 ha en 1990, si bien a partir de esta fecha se constataron los primeros síntomas de crisis en el sector, motivadas por varias circunstancias, entre las que cabe mencionar:
- La continua disminución de los rendimientos (en muchas zonas se pasó de 8.000 kg/ha a 4.000 kg/ha), provocado por el progresivo agotamiento del suelo y de los turiones, cuyo ciclo de vida es de unos 8 años, siendo necesario dejar el suelo en descanso y volver a plantar turiones nuevos.
- La aparición de algunas enfermedades que afectaron mucho a la producción, factor que influyó en la exportación de este producto, sobre todo al mercado alemán.
- Falta de nuevas tierras en Huétor Tájar para seguir cultivando el espárrago, ya que las replantaciones exigen unos 2 o 3 años para que sean productivas. Por tanto, el espárrago se comenzó a extender cada vez más a los pueblos limítrofes.

Las explotaciones que cultivan el espárrago suelen ser de dimensiones muy reducidas, la mayoría de menos de 1 ha. Se trata de pequeñas explotaciones familiares, idóneas para este tipo de cultivo, puesto que su espaciada recolección durante tres meses (desde mediados de marzo a mediados de junio) requiere gran cantidad de mano de otra, siendo poco rentable la contratación de asalariados. Por tanto, este cultivo de espárrago se adecua muy bien al marco familiar, amortiguándose de esta forma las posibles pérdidas de renta cuando los precios son bajos, aparte de que generalmente suelen tener otros cultivos como la patata, ajos o cebollas, que también les pueden compensar de los altibajos en los precios. Las rentas dejadas por una hectárea de espárragos, con unos rendimientos altos (6000 kg/ha), darían unos beneficios de 7200 euros/ha, si bien la media suele estar en torno a los 3.600 euros/ha, reduciéndose ostensiblemente esta cantidad para los casos en que los rendimientos sean bajos (4000 kg/ha) y los precios malos (0,60 euros/kg), que obligaría prácticamente a arrancar la planta.

## Origen y desarrollo
El consumo de espárragos verdes silvestres (trigueros) era común durante el Imperio romano según se desprende de algunos libros como De Materia Médica de Dioscórides. Esta tradición fue introducida en la península ibérica por los árabes. En este sentido, se conocen diferentes libros de gastronomía de al-Ándalus en los que se habla de los espárragos trigueros como exquisito manjar en diferentes preparaciones culinarias. Este hábito por el consumo del espárrago triguero se mantuvo en la provincia de Granada, hasta finales del siglo XV, época en la que desapareció el Reino Nazarí de Granada, tras la Reconquista de esta ciudad por los Reyes Católicos.
Hay, por tanto, una conexión histórica, entre la permanencia de los árabes en Granada y el desarrollo del cultivo del espárrago verde en la Vega del Genil de esta provincia. Se sabe que Granada, a través del municipio de Huétor Tájar, fue durante el siglo XX, pionera en España en el cultivo del espárrago verde.
El inicio del cultivo del espárrago en Huétor Tájar tuvo lugar hacia los años 1930 en pequeñas parcelas explotadas en régimen familiar, y siempre con fines de autoconsumo o, como mucho, para comercialización local. Hacia los años 40 y 50 se tienen algunos testimonios de los lugareños, de una comercialización incipiente dirigida hacia algunos mercados mayoristas de Granada capital e incluso de Sevilla. Esta comercialización era realizada por los propios agricultores. Por entonces, la presentación a nivel comercial del Espárrago de Huétor Tájar, era muy semejante a la de los espárragos trigueros silvestres, muy conocidos en la tierra granadina desde antaño.
Ya en los años 60, grupos de agricultores se reunieron para la comercialización en común de los preciados espárragos, lo que les permitió afrontar plazas más lejanas como Madrid o Barcelona. En estos trayectos, el transporte de los espárragos desde Huétor Tájar se realizaba en pequeños furgones, y acondicionando el producto en sarrias de esparto humedecidas, manera algo rudimentaria pero práctica, que permitía evitar la pérdida de agua del producto, y por tanto la flaccidez de los espárragos, hasta su recepción en el mercado de destino.
Tras estos duros inicios, se constituyeron hacia mediados de los 70 las primeras sociedades cooperativas, entre ellas fue pionera Centro Sur S.C.A., lo que les permitió mejorar la elaboración del producto y su comercialización. De esta forma, estas primeras cooperativas actuaron como ejemplo que había que seguir en la zona, consolidándose este movimiento cooperativo con 4 empresas más a mediados de la década de 1980. La producción de la zona, que en 1977 era de 50 t, ha pasado a producir hacia principios del siglo XXI unas 8000 t.
El espárrago de Huétor Tájar se encuentra protegido por una Denominación Específica de calidad desde el 22 de octubre de 1996, fecha en que la Consejería de Agricultura y Pesca del gobierno autonómico aprueba el Reglamento de dicha Denominación y de su Consejo Regulador. El Ministerio de Agricultura, Pesca y Alimentación de España, ratifica esta Denominación Específica el 18 de abril de 1997. El pasado 15 de marzo del 2000, la Comisión Europea, mediante el Reglamento (CE) n.º 547/2000, de 14 de marzo, registró el Espárrago de Huétor Tájar como Indicación Geográfica Protegida en el ámbito de toda la Unión Europea.

## Zona de producción
Al oeste de la fértil y milenaria Vega de Granada, nos encontramos la zona esparraguera de Huétor Tájar, zona pionera en el cultivo del espárrago verde en Europa desde 1930[cita requerida], que goza en la actualidad de un gran prestigio en todos los mercados de hortalizas de la Unión Europa, gracias a la calidad del espárrago trigero allí producido.
La zona esparraguera de Huétor Tájar abarca los términos municipales de: Huétor Tájar, Loja, Villanueva de Mesías, Moraleda de Zafayona, Íllora y Salar, todos ellos ubicados en la comarca del Poniente de Granada.
Además del vínculo histórico del espárrago de Huétor Tájar (verde - morado) con la zona de producción del mismo nombre, existe un importante vínculo natural, basado en las peculiares características climáticas de la comarca, ya que presenta un clima Mediterráneo Continental extremo, clima ideal para la producción del espárrago triguero. Este clima se caracteriza por inviernos largos y fríos, junto a veranos largos y muy caluros, y unido a grandes contrastes de temperatura entre la noche y el día, que durante la primavera llegan a alcanzar gradientes térmicos superiores a 20 °C. Estos espárragos trigueros producidos en estas condiciones ambientales son muy tiernos y frescos, y presentan un tallo de intenso color verde-morado con tonalidades moradas en la cabeza del turión.

## Espárrago triguero y su variedad autóctona
El espárrago cultivado pertenece a la especie Asparagus officinalis, originaria de la flora de las regiones de la cuenca del Mediterráneo, cuya parte comestible son unos brotes jóvenes, carnosos y tiernos -llamados turiones- que produce la planta. Cuando los brotes de esta especie se recolectan antes de salir de la tierra, se denominan espárragos blancos, mientras que reciben el nombre de espárragos verdes cuando -debido a la función clorofílica de las plantas- se pigmentan de color verde.
Ambos tipos de espárragos (blancos y verdes) se cultivan a nivel mundial. El tipo blanco es más conocido en Europa y el verde ha sido cultivado tradicionalmente en Estados Unidos y, más recientemente, en Sudamérica. Dentro de Europa, el verde se cultiva en el sur de la península ibérica y en el norte de Italia.
En España y otros países Mediterráneos, se consumen también los espárragos silvestres (o trigueros). Proceden de diferentes especies de plantas del género Asparagus, además del Asparagus officinalis ya citado, como: Asparagus albus, Asparagus acutifolius, Asparagus aphyllus, Asparagus maritimusentre otras. Estas especies forman parte de la vegetación salvaje de regiones mediterráneas como Andalucía, y con excepciones, no se cultivan.
Los espárragos trigueros son muy apreciados en Granada, hasta tal punto de que forman parte de la tradición gastronómica regional. Se diferencian de los espárragos verdes cultivados en que son más delgados, los tallos tienen colores más oscuros (bronce y morado) y, a nivel organoléptico, se caracterizan por un amargor más intenso, un fuerte aroma y una textura flexible y carnosa.
El espárrago cultivado en la zona de la Vega de Granada es en un 100% verde y triguero, no existe tradición en el cultivo del espárrago blanco, destacando dos variedades principales: la autóctona denominada espárrago verde-morado, y otras variedades híbridas importadas de EE. UU. (UC-157-F1).
La variedad autóctona de Huétor Tájar se encuadra dentro del grupo de espárragos trigueros, si bien es cultivada. Originariamente fue una especie silvestre que crecía en el sotobosque del río Genil en Huétor Tájar, cuyas semillas fueron recolectadas a principios del siglo XX para su cultivo en las fértiles tierras de la Vega del Genil. El cultivo se efectuaba en pequeños huertos familiares de la zona, bien con fines de autoconsumo o bien para su comercialización a nivel local. Se caracteriza por un tallo delgado y flexible, color verde-morado o bronce -más oscuro en la cabeza-, un peculiar sabor amarguidulce y un fuerte aroma, típico de los espárragos trigueros.
La distribución de superficies en ambas variedades se ha visto modificada con el paso del tiempo. Pese a dominar en años precedentes el autóctono, los híbridos han pasado a ocupar el primer lugar debido a que éstos son de mayor calibre y aceptación para la exportación, si bien existe una fuerte competencia con otras zonas del Valle del Guadalquivir que consiguen llevar su producción a los mercados con un mes de anticipación al espárrago de Huétor Tájar. Por lo que respecta al espárrago autóctono verde-morado de Huétor Tájar, solo se cultiva en esta zona, esta variedad local aporta diferenciación y calidad, por lo que tiene gran capacidad para competir en el mercado.

## Cooperativismo agrario
El importante movimiento cooperativo de la zona de Huétor Tájar surge con el objetivo de la comercialización del espárrago. Debido a su espaciado tiempo de recolección y a la pronta alteración de sus propiedades organolépticas, necesita un proceso rápido de transporte a instalaciones adecuadas para su conservación en cámaras frigoríficas. Por esta razón, el espárrago es uno de los pocos productos hortícolas en que los intermediarios o corredores no han conseguido introducirse. Igualmente, la comercialización del espárrago a través de empresas privadas también es problemática, puesto que el empresario siempre suele presionar a la baja el precio percibido por el agricultor y no garantiza la adquisición de la totalidad de la producción. Así pues, a los agricultores les interesa llevar su producción a las cooperativas, ya que se les asegura la salida de la totalidad de su producción, además de beneficiarse del valor añadido que deja el proceso de manipulación, transformación y comercialización.
En Huétor Tájar, el 95% de los agricultores son socios de alguna de las cooperativas constituidas en el municipio. 
1. San Francisco. Es la más antigua (1960) y empezó produciendo y comercializando aceite de oliva. Tiene las instalaciones más completas, con una superficie aproximada de 2.500 m², que incluyen una almazara y bodega para el aceite, una nave de recepción y otra de manipulación para los productos hortícolas, un túnel de congelación para el espárrago y cámaras frigoríficas, además de disponer de una cosechadora y nueve tractores. Está formada por unos 300 socios.
2. Centro Sur (Cesurca). Fundada en 1977. Su especialidad es el espárrago, aunque también se dedica a otros cultivos como, la alcachofa, la patata, la calabaza o la sandía. En esta cooperativa, los socios están constituidos como Sociedad Anónima Hutajares, que es la propietaria del local donde la cooperativa posee sus instalaciones (unos 3.000 m²), las cuales consisten en dos naves de recepción, una de manipulación en fresco, otra nave para la fabricación de conservas de espárrago y alcachofa y una nave almacén. En los últimos años ha apostado fuertemente por la innovación, con la instalación de energías renovables. Esta cooperativa cuenta con unos 1400 socios. Actualmente, es la única inscrita en el Consejo Regulador del Espárrago de Huétor Tájar.
3. Espahuétor. Creada en 1987, se dedica también solamente al espárrago. Es la que dispone de las instalaciones más reducidas (una nave de 700 m²). La integran 324 socios.
4. Vegas Bajas del Genil, creada también en 1987, es la cooperativa con las instalaciones de mayor superficie, ocupando 7000 m², de los que 4000 m² están construidos. Su objetivo principal es la comercialización del espárrago. Su número de socios asciende a 6000.
La mayor parte de los socios de estas cuatro cooperativas son agricultores de Huétor Tájar, a excepción de los socios de “Vegas Bajas del Genil” que, en un 70%, pertenecen a municipios de los alrededores. La admisión de nuevos socios está cerrada en todas las cooperativas debido a la limitación de la capacidad de las actuales instalaciones.
| Cooperativas en Huétor Tájar | Cooperativas en Huétor Tájar | Cooperativas en Huétor Tájar | Cooperativas en Huétor Tájar | Cooperativas en Huétor Tájar | Cooperativas en Huétor Tájar | Cooperativas en Huétor Tájar |
| Cooperativa                  | n.º socios                   | Espárragos (t)               | Capital social (€)           | Superficie (ha)              | Facturación (€)              |                              |
| ---------------------------- | ---------------------------- | ---------------------------- | ---------------------------- | ---------------------------- | ---------------------------- | ---------------------------- |
| San Francisco                | 300                          | 1.200                        | 100                          | 2000                         | 750                          |                              |
| Centro Sur                   | 1400                         | 3786                         | 700                          | 750                          | 14M                          |                              |
| Espahuétor                   | 324                          | 800                          | 25                           | 125                          | 200                          |                              |
| Vegas Bajas del Genil        | 600                          | 3000                         | 115                          | 400                          | 600                          |                              |
| Total                        | 2624                         | 8786                         | 940                          | 3275                         | 15.5M                        |                              |

El espárrago comercializado a través de estas cooperativas alcanza un volumen total de 8786 t, de las que “Vegas Bajas del Genil” maneja 3.000 t, “Centro Sur” con 3786 t, “San Francisco” con 1.200 t y “Espahuétor” con 800 t.
En el año 1990, ante el progresivo empuje que tenía el espárrago en la zona, se constituyó el Patronato del Espárrago de Huétor Tájar a partir de la Asociación de Cooperativas existente, creándose una cooperativa de 2.º grado, denominada “Espárragos de Huétor Tájar” (COPRES), con la intención de que las cuatro cooperativas que existían en Huétor Tájar se agrupasen para comercializar en común el espárrago, ya que las ventajas eran indudables: venta del producto con solo una marca, ahorro en imputs, mejor aprovechamiento de las infraestructuras existentes para todo el proceso de manipulación, transformación y comercialización y, en definitiva, conseguir mejores precios en el mercado y mayor competitividad, como ya se vio anteriormente.
Pero por diferentes motivos, solo “Vegas Bajas del Genil” y “San Francisco” se agregaron en esta cooperativa de 2.º grado, desvinculándose posteriormente la última cooperativa mencionada. Por tanto, actualmente solo una cooperativa de Huétor Tájar pertenece a “COPRES”, junto a otras diez pequeñas cooperativas de la Vega de Granada, ubicándose ésta en las mismas instalaciones que “Vegas Bajas del Genil”, ya que esta cooperativa aporta el 80% de la producción finalmente comercializada.
Las causas de esta desunión entre las cuatro cooperativas de Huétor Tájar habría que buscarlas en varios motivos, entre los que podemos mencionar:
- Las actitudes personales de algunos presidentes de cooperativas.
- Los diferentes precios que se pagaban por el espárrago.
- En el caso de “Centro Sur”, debido principalmente a problemas de marca, puesto que al ser ésta la primera que vendió con marca propia no desea perder su cuota de mercado, sobre todo en el ámbito nacional. Además, esta cooperativa poseía ya su planta envasadora de espárragos para conserva.

Por tanto, el panorama actual de la comercialización del espárrago en Huétor Tájar es que existen 7 marcas diferentes para un producto: CESURCA, LOS MONTEROS y René (“Centro Sur”), COSAFRA y Don Espárrago (“San Francisco”), ESPAHUÉTOR (“Espahuétor”) y COPRES (“Vegas Bajas del Genil”). Actualmente, es la marca Los Monteros, la que comercializa el espárrago autóctono, IGP Espárrago de Huétor Tájar, las otras son dedicadas generalmente al espárrago verde.
Con respecto a la manipulación del espárrago para su comercialización, en todas las cooperativas se lleva a cabo la selección, calibrado, tipificación, normalización y etiquetado del producto para su venta en fresco. En la cooperativa “San Francisco” existe, además, un túnel de congelación, y en “Centro Sur” una planta envasadora para la conservación del espárrago, realizándose la conserva en lata, suponiendo el espárrago transformado entre un 10 y un 20% del volumen total. Existen dos marcas envasadoras: CESURCA (espárrago verde) y LOS MONTEROS (espárrago verde-morado), esta última con Indicación Geográfica Protegida. Ambas pertenecen a Centro Sur, que distribuye gran cantidad de producción mediante acuerdos con HIPERCOR, CARREFOUR Y ALCAMPO.
El espárrago verde se comercializa casi en toda España, sobre todo en Cataluña y Levante, y también se exporta a varios países europeos como Alemania, Suiza, Suecia, Irlanda, Bélgica, Gran Bretaña, etc (el 40% de la producción aproximadamente, fundamentalmente espárragos híbridos, más gruesos).
Con la finalidad de promocionar el espárrago de Huétor Tájar  (verde - morado) y mejorar su comercialización se organizaron durante cuatro años consecutivos, entre 1987 y 1991, la Feria del Espárrago (FADEXPA), pero esto era visto por algunas cooperativas como “un arma de doble filo”, ya que si bien daban publicidad a este cultivo, también incitaría a que se cultivase en otras zonas, como de hecho así ha ocurrido.
Con la misma doble finalidad anteriormente expuesta, se ha conseguido del gobierno europeo la declaración de Indicación Geográfica Protegida para el espárrago de Huétor Tájar, en su variedad autóctona verde-morado, donde se incluyen varios municipios de los alrededores (Loja, Salar, Villanueva Mesía, Moraleda de Zafayona e Íllora).
Igualmente importante para una mejor comercialización del espárrago es el otorgamiento por parte de la UE de la denominación como Organización de Productores de Frutas y Hortalizas (OPFH) a la cooperativa de 2.º grado “Espárragos de Huétor Tájar”, viéndose así beneficiadas todas las cooperativas de primer grado que la integran (actualmente compuesta por “Vegas Bajas del Genil” y otras 10 pequeñas cooperativas de la Vega de Granada). Esto supondría una serie de ventajas como ya se ha visto anteriormente. Además podría suponer un estímulo para la integración de las otras tres cooperativas en la de 2.º Grado. Otro dato importante son las aportaciones que los fondos de intervención a la posible retirada de productos. Algo que ya fue necesario a principios de los 90 debido a la sobreproducción. Con estos fondos, los agricultores pueden paliar sus pérdidas en renta, además de que los precios serán más estables. Este dato es aún más importante si tenemos en cuenta que el espárrago está contemplado en el Anexo I del R. (CEE) 1035/72, por lo que no tiene subvenciones a la retirada.

## La Indicación Geográfica Protegida "Espárrago de Huétor Tájar"

### Reconocimiento oficial
El espárrago de Huétor Tájar fue reconocido como una Denominación Específica de calidad desde el 22 de octubre de 1996, fecha en que la Consejería de Agricultura y Pesca de la Junta de Andalucía aprueba el Reglamento de dicha Denominación y de su Consejo Regulador. El Ministerio de Agricultura, Pesca y Alimentación de España, ratifica esta Denominación Específica el 18 de abril de 1997. El 15 de marzo del 2000, la Comisión Europea, mediante el Reglamento (CE) n.º 547/2000, de 14 de marzo, registró el Espárrago de Huétor Tájar como Indicación Geográfica Protegida, distintivo de calidad europeo, para los productos de características únicas, así como, con una reputación y calidad, vinculadas al entorno geográfico. 

### Pliego de condiciones
a) Nombre: ESPÁRRAGO DE HUÉTOR TÁJAR (I.G.P.)
b) Descripción: espárragos obtenidos a partir de turiones verdes-morados, tiernos, sanos y limpios, procedentes de esparragueras autóctonas, de variedades-población de "Asparagus officinalis L.", subespecie genéticamente tetraploide".
Sus características serán:
- A nivel morfológico: espárragos delgados, el diámetro de los tallos oscila entre 4-12 mm. Cabeza aguda o acuminada y de mayor diámetro que el resto del tallo. Coloración del turión morado, bronce-morado, bronce, verde-morado o verde.
- A nivel sensorial: presentaran una textura tierna, carnosa y firme, un delicado sabor amargidulce y un profundo aroma.
- A nivel citológico: Dotación cromosómica tetraploide 2n = 40.

Categorías protegidas: "Extra" y "I"
Calibre:
a) Calibrado en función de la longitud: La longitud de los turiones estará comprendida entre 20 y 27 cm. Diferencia máxima de longitud en un mismo manojo 5 cm.
b) Calibrado en función del diámetro: el diámetro estará comprendido entre 4 y 10 mm y entre los 10 mm y más.
Tolerancias:
a) Tolerancias de calidad: para Categoría "Extra" 5% en número o en peso de turiones que no cumplan los requisitos de la categoría, pero que se ajusten a los de la categoría "I" o, excepcionalmente, se incluyan en las tolerancias de esa categoría. En Categoría "I", 10% en número o peso de turiones que no cumplan los requisitos de esta categoría, pero que se ajusten a los de la categoría "II" según el Reglamento CE N.º 2377/1999, de 9 de noviembre.
b) Tolerancias de calibre: 10% en número o en peso de turiones que no cumplan por una diferencia máxima de 1 cm de longitud o de 2 mm de diámetro los calibres indicados y los requisitos que les sean aplicables.
Pueden comercializarse en fresco o en conserva.
c) Zona geográfica: situada en la parte oeste de la provincia de Granada en la Vega Baja del río Genil, entre la Cordillera Subbética al norte y la Cordillera Penibética al sur. Comprende los términos municipales de Huétor Tájar, Íllora, Loja, Moraleda de Zafayona, Salar y Villanueva de Mesías. Tiene una extensión de 78.000 ha.
d) Prueba de origen: la producción y selección de la semilla y la garra se lleva a cabo por los agricultores de la zona, en plantaciones inscritas y bajo el control del Consejo Regulador. La semilla y la plántula se almacenan en viveros situados en la zona de producción. La producción y comercialización del material vegetal están controlados y son calificados por el Consejo. Las plantaciones de esparragueras se encuentran en la zona de producción e inscritas en el Registro de plantaciones. Las prácticas de cultivo, recolección y transporte de los espárragos a los centros de manipulación se realizan de acuerdo a lo establecido en el Reglamento y bajo el control del Consejo Regulador. El acondicionado, para el espárrago destinado a su consumo en fresco, y la transformación, para el espárrago destinado a conserva, se realizan bajo control del Consejo Regulador.
e) Método de obtención: los turiones procedentes de esparrageras de la variedad autóctona se seleccionan en industrias inscritas y se preparan para su comercialización en fresco, en manojos homogéneos de 1/2, 1 o 2 kg y se colocan en cajas adecuadas para su transporte.
Los espárragos destinados a su transformación en conserva son sometidos a un proceso industrial de lavado de los turiones y corte del tallo a la medida del envase, aproximadamente a la mitad de su longitud, escaldado, lavado después del escaldado, clasificación, llenado de envases, adición del líquido de gobierno, precalentamiento y cierre, esterilización, enfriado, etc. Todos los procesos son controlados por el Consejo Regulador.
f) Vínculo: el cultivo de este producto lo iniciaron los romanos. El consumo de espárragos verdes silvestres aparece como exquisito manjar en preparaciones culinarias, recogidas por el historiador granadí Ibu Bassal en diferentes libros de gastronomía de al-Ándalus, manteniéndose éste hasta la desaparición del Reina Nazarí, a finales del siglo XIV.
El cultivo de este espárrago, en principio silvestre, continuó en pequeños huertos familiares, en la vega del río Genil, para autoconsumo, siendo esta comarca la pionera en su cultivo, impulsando su producción a partir del año 1930.
Zona de topografía llana, de sedimentos aluviales y terrazas en las que afloran materiales secundarios y terciarios. El cultivo se desarrolla a altitudes comprendidas entre los 450 - 650 m s. n. m. Los suelos de textura franco-arcillosa y franco-arcillo-arenosa y en menor medida franco-arenosa y franco-limosa, de pH entre 7,8 y 8,4, con un contenido superior al 40% en carbonatos, expresado en carbonato cálcico, altos contenidos en potasio y magnesio debido a la naturaleza dolomítica de los carbonatos existentes y bajos niveles de fósforo asimilable y de materia orgánica. El alto contenido en magnesio y los bajos contenidos de fósforo favorecen la fuerte pigmentación del turión, verde más intenso en el tallo y cabeza más morada. Los altos contenidos en potasio evitan el espigado de la cabeza del turión. Clima mediterráneo continental, con temperaturas medias de 16,3 °C, precipitaciones medias anuales del orden de 350 mm y vientos suaves. Técnicas de cultivo, adecuado laboreo, control de plagas y enfermedades proporcionan el medio idóneo para el cultivo de espárragos de peculiares características ligadas a su medio.
g) Estructura de control: Nombre: CONSEJO REGULADOR DE LA DENOMINACIÓN ESPECÍFICA "ESPÁRRAGO DE HUETOR TAJAR".
Dirección: Carretera de la Estación, s/n.
18.360 HUÉTOR TÁJAR (Granada) ESPAÑA
Tel: +34 958 333 443 Fax: +34 958 332 522
h) Etiquetado: figurará obligatoriamente la mención "Denominación Específica Espárrago de Huétor Tájar". Las etiquetas estarán autorizadas por el Consejo Regulador. Las contraetiquetas irán numeradas y serán expedidas por el Consejo Regulador.
i) Requisitos nacionales: Ley 25/1970, de 2 de diciembre. Orden de 2 de abril de 1997, por la que se ratifica el Reglamento de la Denominación Específica "Espárrago de Huétor Tájar" y de su Consejo Regulador.

### Organigrama del consejo regulador
El Consejo Regulador, organismo dependiente de la Consejería de Agricultura y Pesca de la Junta de Andalucía, está encargado de vigilar y promocionar la Indicación Geográfica Protegida. Es un organismo de certificación y, como tal, según el Reglamento Comunitario 2081/92, debe funcionar bajo el sistema de calidad que fija la Norma 17.065, a través del cual se garantiza la certificación de calidad del producto a todas las empresas inscritas que elaboren los espárragos, tanto frescos como en conserva.
Entre los controles que realiza, se encuentra la vigilancia de la pureza de la variedad en los productores viveristas inscritos y el origen de procedencia de los espárragos a través de vigilancia de las producciones de espárrago en las plantaciones inscritas en el Consejo Regulador. En este caso, se vigila que las prácticas de abonado y uso de fitosanitarios son las autorizadas por el Consejo Regulador, basándose en técnicas de agricultura integrada. Para garantizar la higiene sanitaria de los espárragos, se analizan de forma sistemática los turiones durante la campaña de recolección, con el objeto de garantizar la ausencia de residuos fitosanitarios y de nitratos y nitritos en los espárragos. Los análisis son efectuados en laboratorios acreditados por ENAC, según la Norma ISO 17.025 para el análisis de residuos fitosanitarios.
El origen y la calidad de los espárragos es avalada mediante un proceso de certificación, en el cual participan el Veedor del Consejo Regulador, un Técnico Competente especializado en el cultivo del espárrago y un Comité de Calificación formado por técnicos especialistas independientes, que arbitran sobre la calidad del producto en casos de conflicto o complejidad en la calificación de algunas partidas. Los espárragos que son calificados positivamente llevan el certificado del Consejo Regulador, que consiste en una contraetiqueta numerada que garantiza la calidad de los espárragos amparados por la Denominación.

### El certificado de calidad del Consejo Regulador
Los espárragos certificados por la I.G.P. llevan consigo una contraetiqueta numerada expedida por el Consejo Regulador que garantiza el origen y la calidad del producto de acuerdo a lo especificado en el Reglamento de la IGP. Existen dos modelos de contraetiquetas en función del producto, esto es, sea fresco o conserva.

## Producción y elaboración
El cultivo se desarrolla fundamentalmente en pequeñas explotaciones familiares, con una superficie media de 0,5 ha, estando inscritas en la Denominación una superficie total cercana a las 200 ha. La recolección del espárrago se efectúa diariamente por la mañana temprano, que es cuando el espárrago presenta mayor calidad. Durante la recolección y transporte se manipula con esmero para evitar rotura y magulladuras de los turiones. El espárrago de Huétor Tájar, al ser de inferior calibre que otros espárragos verdes (híbridos norteamericanos), presentan unos costes de recolección y manipulación mayores, por lo que el todo el proceso se considera artesanal.
Durante tres meses largos, de marzo a junio, según venga la cosecha, se genera en la comarca una gran demanda de mano de obra. Ésta debe ser ágil, experimentada y dispuesta, ya que desarrolla un trabajo laborioso día tras día. Recoger unos 70 kg diarios de espárragos por hectárea conlleva una forma de apego a la tierra y al paisaje propios, que sorprendería a cualquier profano. Desde este punto de vista económico, el cultivo del espárrago representa un cultivo altamente social, capaz de generar un número de salarios suficientes para mantener un medio rural y un futuro estable a la población que evita la emigración y el desarraigo del campo.
La producción, la elaboración y comercialización del espárrago están controladas por las cooperativas agrícolas, en las cuales se integran la totalidad de los agricultores esparragueros. Gracias a esta integración cooperativa, la calidad del espárrago se controla de forma eficaz, desde la recolección hasta la conserva del mismo.
Junto al trabajo de recolección, en las cooperativas hay que realizar muchos jornales de preparación, embalaje y expedición para ofrecer el espárrago con las mejores cualidades de tersura y, concretamente, con la dedicación necesaria en el tiempo exacto.
En la recepción del espárrago verde se efectúan estrictos controles de calidad, encaminados a comprobar la longitud máxima establecida de corte del turión, las características morfológicas mínimas de calidad y la higiene sanitaria de los turiones, para lo cual se realizan inspecciones visuales metódicas del producto y análisis de residuos fitosanitarios.
Una vez que la materia prima, el espárrago de Huétor Tájar, se encuentra dentro de las instalaciones de la cooperativa, los turiones se manipulan en el mismo día, en modernas instalaciones, con cámaras frigoríficas de enfriamiento rápido y personal cualificado con más 20 años de experiencia en la industria esparraguera. Tanto en los procesos de elaboración en fresco como en la transformación en conserva, los trabajos son realizados por manipuladores de espárrago experimentados y maestros conserveros expertos con larga experiencia dentro de sector.
La manipulación del espárrago en fresco es manual, realizada por manipuladores de espárrago que efectúan labores de calibrado, talonado y embalaje, tras lo cual paletizan las cajas de espárrago y las pasan a las cámaras de enfriamiento hasta de su expedición en camiones frigoríficos isotérmicos. Desde la recogida de los espárragos de Huétor Tájar hasta su expedición se tarda menos de 24 horas, lo que unido a unas condiciones de temperatura en el transporte entre 4 y 6 °C, hace que el espárrago fresco de Huétor Tájar llegue a los mercados en excepcionales condiciones de frescura.
Para la transformación del producto se realizan labores de calibrado, cortado, escaldado, embotado en sus distintos formatos, cerrado del bote, esterilización de los mismos y por último etiquetado tras pasar el proceso de certificación del producto por el Consejo Regulador, basados en inspecciones a la fábrica, análisis microbiológicos, físico-químicos y organolépticos a los espárragos amparados por la Indicación Geográfica Protegida "Espárrago de Huétor Tájar" (B.O.E., N.º 93 de 18 de abril de 1997).
Las condiciones higiénico-sanitarias de la industria son muy estrictas y se realizan según los controles reglamentados según la normativa de APPCC. Se producen distintos formatos según categorías, calibres y tipos de envase, que pueden ser cristal y latas revestidas de porcelana. La calidad de los espárragos con denominación específica, tanto en fresco como en conserva, está garantizada gracias al proceso de certificación del espárrago de Huétor Tájar que se realiza de acuerdo a un Manual de Calidad según la Norma Europea ISO/IEC 17.065, a la que están obligados todos los productos acogidos a una Denominación de Origen e Indicación Geográfica Protegida al amparo del Reglamento (CEE) n.º 2081/92 del Consejo.

## Empresas y marcas inscritas
Dentro de la Indicación Geográfica Protegida, existen dos registros, uno de comercializadores en fresco y otro de conserva. En ambos registros se encuentra inscrita una sola empresa, CENTRO SUR S.C.A., propietaria de la marca Los Monteros, que es utilizada tanto para espárrago fresco como para conserva.
La marca Los Monteros es una de las primeras de España en la introducción del espárrago verde en los mercados. Nació en la década de 1970, por lo que alcanzó un gran prestigio en la década de 1980 y 1990. El prestigio de la marca Los Monteros, como conserva de calidad, continua en la actualidad, ya que el precio que alcanza en el mercado es muy superior al de otras marcas de conserva de espárrago verde.
En la fundación de la empresa CENTRO SUR (CESURCA), bajo la forma jurídica de Sociedad Cooperativa, participaron 40 socios agricultores en 1977, que aglutinaban una cosecha propia de 200 t de espárrago verde y espárrago autóctono. La consolidación en los mercados de los productos de LOS MONTEROS ha hecho que, en la actualidad, esta sociedad cooperativa cuente con 1.400 socios agricultores, procedentes en su mayoría de la zona de Huétor Tájar, acaparando una cosecha propia de 3786 t entre espárrago verde y el espárrago autóctono (verde - morado o Espárrago de Huétor Tájar) %, esta última, la única variedad contemplada en la Indicación Geográfica Protegida.
Estos socios agricultores participan en todas las fases de producto, tanto en el cultivo y la recolección en campo, como en la transformación y comercialización de las conservas vegetales. Gracias a esta integración cooperativa, la calidad de los espárragos se controla de forma eficaz desde el origen, obteniendo un producto basado en la cosecha propia.